# ورسبرگ
ورسبرگ (به فرانسوی: Varsberg) یک کمون در فرانسه است که در Canton of Boulay-Moselle واقع شده‌است.

## خصوصیات
ورسبرگ ۴٫۱۵ کیلومترمربع مساحت و ۹۱۵ نفر جمعیت دارد و ۲۳۰ متر بالاتر از سطح دریا واقع شده‌است.